# Speleonectes gironensis
Speleonectes gironensis är en kräftdjursart som beskrevs av Jill Yager 1994. Speleonectes gironensis ingår i släktet Speleonectes och familjen Speleonectidae.
Artens utbredningsområde är havet kring Kuba. Inga underarter finns listade i Catalogue of Life.